# Comuna Dzvinkove, Vasîlkiv
Dzvinkove (în ucraineană Дзвінкове) este o comună în raionul Vasîlkiv, regiunea Kiev, Ucraina, formată din satele Dzvinkove (reședința) și Pereviz.

## Demografie
Componența lingvistică a comunei Dzvinkove
     Ucraineană (97,26%)
     Rusă (2,32%)
     Alte limbi (0,21%)
Conform recensământului din 2001, majoritatea populației comunei Dzvinkove era vorbitoare de ucraineană (97,26%), existând în minoritate și vorbitori de rusă (2,32%).